# 基里湖
58°19′37″N 26°27′31″E / 58.3270499°N 26.4585014°E

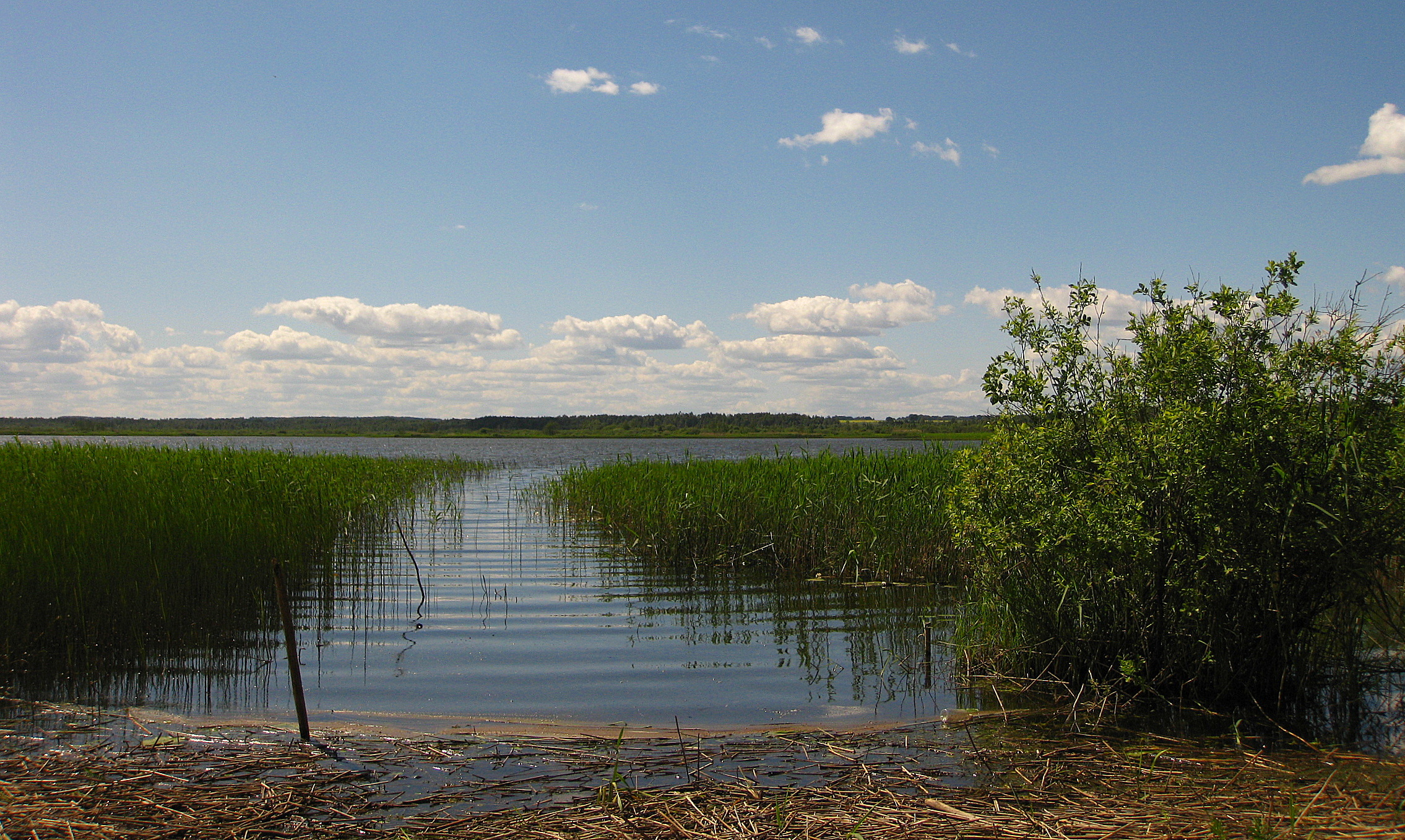

基里湖是愛沙尼亞的湖泊，位於該國東南部，由塔爾圖縣負責管轄，長1.9公里、寬1.2公里，面積1.23平方公里，海拔高度33米，平均水深3米，最大水深4.5米。